# Lista jocurilor video pentru Game Boy
Aceasta este o listă de jocuri pentru consola portabilă Game Boy, organizată în ordine alfabetică, după denumire.

## A
- Ace Striker (Japan)
- The Addams Family (Ocean Software, 1992)
- The Addams Family: Pugsley's Scavenger Hunt (Ocean Software, 1992)
- Adventure Island
- Adventure Island II
- Adventures of Lolo (Nintendo / HAL Laboratory, 1995)
- The Adventures of Rocky and Bullwinkle (THQ / Imagineering, 1992)
- The Adventures of Star Saver (Taito / A Wave, 1992) - AKA Rubble Saver
- Aerostar (Vic Tokai, 1991)
- Afterburst (Japonia)
- Agro Soar (1991)
- Aguri Suzuki: F-1 Super Driving (LOZC)
- Ah Harimanada (Japonia)
- Akazukin Cha Cha (Japonia)
- Aladdin (Virgin Interactive / NMS Software, 1994)
- Alfred Chicken (Mindscape / Sunsoft / Twilight Games, 1993)
- Alien³ (LJN / B.I.T.S., 1992)
- Alien Olympics: 2044AD (Ocean Software / Dark Technologies, 199X)
- Alien vs Predator: The Last of His Clan (Activision / Ask Kodansha, 1993)
- Alleyway (Nintendo 1989)
- All-Star Baseball '99 (Acclaim/Realtime 1998)
- Altered Space: A 3-D Alien Adventure (Sony Imagesoft / Software Creations, 1991)
- Amar Story
- Amazing Penguin (Natsume, 1990) - AKA Osawagase Penguin Boy
- The Amazing Spider-Man (LJN / Rare, 1990)
- The Amazing Spider-Man 2 (LJN / B.I.T.S., 1992)
- The Amazing Spider-Man 3: Invasion of the Spider-Slayers (LJN / B.I.T.S., 1993)
- Amazing Tater (Atlus, 1991) - AKA Puzzle Boy II
- Amida (Soffix, 1990)
- Animaniacs (Konami / Factor 5, 1995)
- Another Bible (Atlus 1995)
- Astérix (Infogrames, 1993)
- Asteroids (Accolade / The Code Monkeys, 1991)
- Asteroids & Missile Command (Nintendo / Accolade / The Code Monkeys, 1995)
- Attack of the Killer Tomatoes (THQ / Altron / Equilibrium, 1991)
- Atomic Punk (Hudson Soft, 1991)
- Avenging Spirit (Jaleco, 1992 - AKA Phantasm)

## B
- Balloon Kid (Nintendo, 1990)
- Bamse (LaserBeam/Beam International, 1993)
- Barbie: Game Girl (Hi Tech Expressions / Imagineering, 1992)
- Bart Simpson's Escape from Camp Deadly (Acclaim/Imagineer 1993)
- Baseball (Nintendo, 1989)
- Baseball Kids (Jaleco, 1990) - AKA Bases Loaded GB
- Bases Loaded (Jaleco, 1990)
- Batman: Return of the Joker (Sunsoft, 1992)
- Batman: The Animated Series (Konami, 1993)
- Batman (Sunsoft, 1990)
- Batman Forever (Acclaim / Probe Entertainment, 1995)
- Battle Arena Toshinden (Nintendo / Laguna / Takara, 1996) - AKA Nettou Toshinden
- Battle Bull (Seta, 1990)
- Battle City (Nova, 1991)
- Battle of Kingdom (Meldac / Live Planning / Lenar, 1991) - AKA ???
- The Battle of Olympus (Imagineer / Radical Entertainment, 1993)
- Battle Pingpong (Quest, 1990)
- Battle Unit Zeoth (Jaleco, 1990)
- Battle Zone & Super Breakout (Black Pearl / Solid Software, 1996)
- Battleship (Mindscape / Use Corporation, 1992) - AKA Navy Blue
- Battletoads Double Dragon (Sony Electronic Publishing / Tradewest / Rare, 1993)
- Battletoads (Tradewest / Masaya / Rare, 1991)
- Battletoads in Ragnarok's World (Tradewest / Nintendo / Rare, 1993)
- Battlezone/Super Breakout (Atari, 1996)
- Beavis and Butt-Head (GT Interactive / Torus Games, 1998)
- Beethoven (Hi Tech Entertainment / Unexpected Development, 1994)
- Beetlejuice (LJN / Rare, 1991)
- Best of the Best: Championship Karate (Electro Brain / Loriciel, 1992) - AKA The Kick Boxing
- Bill & Ted's Excellent Game Boy Adventure (LJN / Beam Software, 1990)
- Bill Elliot's NASCAR Fast Tracks (Konami / Distinctive Software, 19??)
- Bionic Battler (Toei Animation / Electro Brain / Use Corporation, 1992) - AKA VS Battler
- Bionic Commando (Capcom, 1992)
- Bishoujo Senshi Sailor Moon R (Angel, 1994)
- The Black Bass: Lure Fishing (Hot-B, 1992)
- Blades of Steel (Konami, 1991) - AKA Konamic Ice Hockey
- Blaster Master Boy (Sunsoft / Aicom, 1991) - AKA Blaster Master Jr., Bomber King: Scenario 2
- Block Kuzushi GB (Planning Office Wada, 1995)
- Blodia (Tonkin House, 1990)
- The Blues Brothers (Titus Software, 1991)
- The Blues Brothers: Jukebox Adventure (Titus Software, 1994)
- Bo Jackson - Hit and Run (THQ / Equilibrium, 1990)
- Boggle Plus (Parker Brothers / Sculptured Software, 1992)
- Bomb Jack (Infogrames / Tecmo, 1992)
- Bomberman GB (Hudson Soft/Nintendo, 1994)
- Bomberman GB 2 (Hudson Soft, 1995) - AKA Bomberman GB (USA)
- Bomberman GB 3 (Hudson Soft, 1996)
- Bonk's Adventure (Hudson Soft / Red, 1992) - AKA BC Kid, GB Genjin
- Bonk's Revenge (Hudson Soft / Red, 1994) - AKA BC Kid 2, GB Genjin
- Booby Boys (Nihon Bussan, 1993)
- Boomer's Adventure in ASMIK World (Asmik, 1990) - AKA Teke! Teke! Asmikkun World
- Boulder Dash (First Star Software / Victor Musical Industries / Beam Software, 1990)
- Boxing (Tonkin House, 1990) - AKA Heavyweight Championship Boxing
- Boxxle (FCI/Pony Canyon / Thinking Rabbit, 1989) - AKA Soukoban
- Boxxle II (FCI/Pony Canyon / Thinking Rabbit, 1991) - AKA Soukoban 2
- A Boy and His Blob in The Rescue of Princess Blobette (Imagineering / Absolute Entertainment, 1990) - AKA Fushigina Blobby: Princess Blob wo Tsukue!
- Brain Drain (Bandai / Acclaim / Visual Impact, 1997)
- Brainbender (Electro Brain / Gremlin Graphics, 1991)
- Bram Stoker's Dracula (Sony Imagesoft / Psygnosis / Probe, 1992)
- Break Thru! (Zoo Corporation / Spectrum Holobyte / Realtime Associates, 1994)
- Bubble Bobble (Taito, 1990)
- Bubble Bobble Part 2 (Taito, 1993) - AKA Bubble Bobble Junior
- Bubble Ghost (FCI / Pony Canyon / Infogrames, 1990)
- Bubsy 2 (Accolade, 1994)
- The Bugs Bunny Crazy Castle (Kemco, 1990)
- The Bugs Bunny Crazy Castle II (Kemco, 1991)
- Burai Fighter Deluxe (Taxan / KID, 1990)
- Burger Time Deluxe (Data East, 1991)
- Burning Paper (Logic, 1993)
- Bust-a-Move 2: Arcade Edition (Acclaim / Probe / Taito, 1997)
- Bust-a-Move 3 DX (Acclaim / Probe / Crawfish Interactive / Taito, 1998)
- Buster Brothers (Hudson Soft / Mitchell Corporation, 1993) - AKA Pang

## C
- Ca Da (Yonezawa / S'Pal, 199X) - doar în Japonia
- Cadillac II (Hector, 1990) - AKA Square Deal: The Game of Two Dimensional Poker
- Caesar's Palace (Arcadia Systems / Virgin Games / Coconuts Japan, 1990)
- Capcom Quiz: Hatena? no Daibouken (Capcom, 1990) - doar în Japonia
- Captain Tsubasa J: Zenkoku Seiha Heno Chousen (Bandai, 1995) - doar în Japonia
- Captain Tsubasa VS (Tecmo, 1992) - doar în Japonia
- Card Game (Coconuts Japan, 1990) - doar în Japonia
- Casino Funpak (Beam Software/Interplay, 1993)
- Casper (Natsume / Laguna / Bonsai Entertainment / Hi-Tech Expressions, 1995)
- Castelian (Triffix / Rollogame / B.I.T.S., 1990)
- Castle Quest (Hudson Soft / OPR, 1993)
- Castlevania: The Adventure (Konami, 1989) - AKA Dracula Densetsu
- Castlevania II: Belmont's Revenge (Konami, 1991) - AKA Dracula Densetsu II
- Castlevania Legends (Konami / KCEN, 1997) - AKA Akumajou Dracula: Shikkoku daru Zensoukyoku
- Catrap (Asmik / Ask Kodansha, 1990) - AKA Pitman
- Cavenoire (Konami, 1991) - doar în Japonia
- Centipede (Accolade/Majesco/The Code Monkeys, 1992)
- Chachamaru Panic (Human Entertainment, 1991) - doar în Japonia
- Chachamaru Boukenki 3: Abyss no Tou (Human Entertainment, 1991) - doar în Japonia
- Chalvo 55: Super Puzzle Action (Digipark/Japan System Supply, 1997) - doar în Japonia
- Championship Pool (Mindscape/Bitmasters, 1993)
- Chase H.Q. (Taito/B.I.T.S., 1990) - AKA Taito Chase H.Q.
- The Chessmaster (Hi Tech Expressions/The Software Toolworks/Park Place Production Team, 1990)
- Chibi Maruko Chan: Maruko Deluxe Gekijou (Takara, 1995) - doar în Japonia
- Chibi Maruko Chan: Okuzukai Daisakusen (Takara, 1990) - doar în Japonia
- Chibi Maruko Chan 4: Korega Nihon Dayo Ouji Sama (Takara, 1992) - doar în Japonia
- Chiki Chiki Tengoku (Nacoty/J-Wing, 1995) - doar în Japonia
- Chiki Chiki Machine: Mou Race (Atlus, 1992) - doar în Japonia
- Choplifter II (Beam Software/Broderbund/Victor Musical Industries, 1991)
- Choplifter III (Broderbund/Ocean Software/Teeny Weeny Games, 1994)
- Chuck Rock (Sony Imagesoft/Core Design, 1993)
- Chuugaku Eijukugo 350 (Imagineer, 19XX) - doar în Japonia
- Chuugaku Eitango 1700 (Imagineer, 19XX) - doar în Japonia
- Cliffhanger (Sony Imagesoft, 1993)
- College Slam (Acclaim/Torus Games, 1996)
- Contra (Konami, 1991) - AKA Operation C, Probotector
- Contra: The Alien Wars (Konami/Factor 5, 1994) - AKA Contra Spirits, Probotector 2
- Cool Ball (Takara/Infogrames, 1993)
- Cool Spot (Virgin Interactive Entertainment/NMS Software, 1994)
- Cool World (Ocean Software, 1992)
- Cosmo Tank (Atlus/Asuka Technologies, 1990)
- Crayon Shin Chan: Ora no Gokigen Collection (Bandai, 1996) - doar în Japonia
- Crayon Shin Chan: Ora to Shiro ha Otomodachi Dayo (Bandai, 1993) - doar în Japonia
- Crayon Shin Chan 2: Ora to Wanpaku Gokko Dazo (Bandai, 1993) - doar în Japonia
- Crayon Shin Chan 3: Ora no Gokigen Athletic (Bandai, 1994) - doar în Japonia
- Crayon Shin Chan 4: Ora no Itazura Dai Henshin (Bandai, 1994) - doar în Japonia
- Crystal Quest (Data East/Novalogic, 1991)
- Cultmaster: Ultraman ni Miserarete (Bandai, 1993) - doar în Japonia
- Cutthroat Island (Acclaim/Software Creations, 1995)
- Cyraid (Epoch/Nexoft, 1990) - AKA Warrior

## D
- Daedalian Opus (Vic Tokai, 1990)
- Daffy Duck Marvin Missions (Sunsoft, 1994)
- Darkman (Ocean Software, 1991)
- Darkwing Duck (Capcom, 1992)
- Days of Thunder (Mindscape / Argonaut Software, 1991)
- Dead Heat Scramble (Toei Animation / Electro Brain, 1990)
- Defender/Joust (Williams, 1995)
- Dennis the Menace (Ocean Software, 1993)
- Desert Strike (Ocean Software, 1994)
- Dexterity (SNK, 1990)
- Dick Tracy (Bandai, 1991)
- Dig Dug (Namco, 1992)
- Disney's Aladdin (Virgin Games, 1994)
- Disney's Hercules (THQ, 1997)
- Disney's The Hunchback of Notre Dame (THQ, 1996)
- Disney's The Jungle Book (Virgin Games, 1994)
- Disney's The Lion King (Virgin Games / Dark Technologies, 1994)
- Disney's The Little Mermaid (Capcom, 1992)
- Disney's Mulan (THQ, 1998)
- Disney's Pinocchio (Virgin Games / NMS Software, 1995)
- Disney's Pocohontas (THQ, 1996)
- Dodge Boy (Tonkin House, 1991) - doar în Japonia
- Donkey Kong 94 (Nintendo, 1994)
- Donkey Kong Land (Rare, 1995)
- Donkey Kong Land 2 (Rare, 1996)
- Donkey Kong Land III (Rare, 1997)
- Double Dragon (Technos, 1988)
- Double Dragon II (Technos, 1991)
- Double Dragon 3 (Acclaim, Technos, 1992)
- Double Dribble (Konami, 1991)
- Dr. Franken (Kemco / Movietime, 1992)
- Dr. Franken II (Movietime, 1993)
- Dr. Mario (Nintendo, 1990)
- Dragonheart (Acclaim / Torus Games, 1996)
- Dragon's Lair (CSG Imagesoft / Movietime, 1990)
- Dragon Slayer (Epoch, 1990) - doar în Japonia
- Dragon Slayer Gaiden (Epoch, 1992) - doar în Japonia
- Dropzone (Eurocom, 1992)
- Duck Tales (Capcom, 1990)
- DuckTales 2 (Capcom, 1993)
- Dungeonland (Enix, 1992) - doar în Japonia
- Dynablaster (Hudson Soft, 1990)

## E
- Earthworm Jim (Shiny Entertainment/Playmates Interactive Entertainment, 1995)
- Edd the Duck! (Zeppelin Games, 1991)
- Elevator Action (Taito, 1991)
- Elite Soccer (Empire Interactive, 1994)
- Exodus (Unlicensed)
- Extra Bases

## F
- F1 Pole Position
- F1 Race (Nintendo, 1990)
- F15 Strike Eagle (MicroProse, 1993)'
- F1 Spirits
- Faceball 2000 (Xanth Software, Bullet-Proof Software, 1991)
- Family Jockey
- Fastest Lap (Vap, NTVIC, 1993)
- Felix the Cat(Hudson Soft, 1993)
- Ferrari GP Challenge
- Fidgetts
- FIFA Soccer (EA Sports)
- FIFA Soccer 96 (EA Sports, 1995)
- FIFA Soccer 97 (EA Sports, 1996)
- FIFA Soccer 98 (EA Sports, 1997)
- Fightbird GB
- Fighting Simulator 2-in-1
- Final Fantasy Adventure (Square, 1991)
- Final Fantasy Legend (Square, 1989)
- Final Fantasy Legend II (Square, 1990)
- Final Fantasy Legend III (Square, 1991)
- Final Reverse
- Fire Fighter (Teeny Weeny Games, Mindscape International, 1992)
- Fish Dude
- Fist of the North Star (Toei Animation, 1989)
- Flappy Special
- The Flash (Equilibrium, THQ, 1991)
- Flintstones: Treasure of Sierra Madrock
- Flintstones the Movie (Twilight, Ocean Software, 1994)
- Flip Pull
- Flying Dragon SD
- Flying Warriors
- Football International
- Foreman for Real (Software Creations, Acclaim, 1995)
- Fortified Zone (Jaleco, 1991)
- Fortress of Fear
- Frank Thomas 'Big Hurt' Baseball (Realtime Associates, Acclaim, 1995)
- Funny Field

## G
- G-Arms
- Galaga/Galaxian
- Gameboy Wars - (1990) Japan Only
- Game of Harmony (The Assembly Line, Accolade, 1995)
- Game and Watch Gallery (Nintendo, 1997)
- Game Boy Gallery (Nintendo, 1995) (Lansat doar în Marea Britanie)
- Ganbare Goemon
- Garfield Labyrinth - Doar în Europa
- Gargoyle's Quest (Capcom, 1990)
- Gauntlet II (Atari, Mindscape, 1990)
- GB Basketball
- Gear Works
- George Foreman's KO Boxing
- Getaway
- Ghostbusters II (HAL, Activision, 1990)
- Go! Go! Tank
- Goal!
- Godzilla
- Golf (Nintendo, 1990)
- Gradius: Interstellar Assault (Konami, 1992)
- Great Greed' - (1992)
- Gremlins 2: The New Batch

## H
- HAL Wrestling
- Hammerin' Harry
- Hammerin' Harry: Ghost Building Company (Irem, 1993)
- Harvest Moon GB(Victor Interactive Software, Natsume, 1998)
- Hatris
- Head On
- Heavyweight Championship Boxing
- Heiankyo Alien (Meldac, 1990)
- High Stakes Gambling
- Hit the Ice
- Home Alone (Altron, THQ, 1991)
- Home Alone 2
- Hong Kong
- Hook (Ocean Software, Sony Imagesoft, 1992)
- Hudson's Adventure Island (Hudson Soft, 1992)
- Hudson's Adventure Island 2 (Hudson Soft, 1992)
- Hudson Hawk (Ocean Software, Sony Imagesoft, 1992)
- Hunchback of Notre Dame
- Humans (Imagitec Design, Gametek, 1993) - USA: DMG-HU-USA
- Hunt for Red October
- Hyper Black Bass
- Hyper Dunk
- Hyper Lode Runner

## I
- In Your Face
- The Incredible Crash Dummies (Software Creations, LJN, 1992)
- Indiana Jones and the Last Crusade (Ubi Soft, 1994)
- Infogenius Frommer's Travel
- Infogenius Personal Organizer
- Infogenius Spell Checker
- Infogenius Translator (French)
- Infogenius Translator (Spanish)
- International Superstar Soccer
- Irem Fighter
- Iron Leaguer
- IronMan/Manowar
- Ishido (Publishing International, ASCII, 1990)
- Itchy and Scratchy Minigolf

## J
- J League Soccer
- Jack Nicklaus Golf
- James Bond Jr
- James Bond 007 (Saffire Corporation, Nintendo, 1998)
- James Pond II
- Jeep Jamboree (Infogrames, Virgin Interactive, 1992)
- Jelly Boy
- Jeopardy
- Jeopardy Platinum Edition
- Jeopardy Sports Edition
- Jeopardy Teen Edition
- Jetsons: Robot Panic (Taito, 1992)
- Jimmy Connors' Tennis
- Joe and Mac: Caveman Ninja (Data East, 1993)
- John Madden Football 95
- John Madden Football 96
- John Madden Football 97
- Jordan vs Bird (Imagineering, Electronic Arts, 1992)
- Judge Dredd (Acclaim, 1995)
- Jungle Strike (Ocean Software, Malibu Games, 1995)
- Jurassic Park (Ocean Software, 1993)
- Jurassic Park II (Ocean Software, 1994)
- Jurassic Park: Lost World (Torus Games, THQ, 1997)

## K
- Kaeru no tame ni kane wa naru (Intelligent Systems, Nintendo, 1992)
- Ken Griffey Jr. Presents Major League Baseball
- Kick Off
- Kid Dracula (Konami, 1993)
- Kid Icarus: Of Myths and Monsters (Nintendo, 1992)
- Kid Niki
- Killer Instinct (Rare, Nintendo, 1995)
- King of Dragons
- King of Fighters 95 (SNK, Takara, 1997)
- King of Fighters 96 (SNK, Takara, 1997)
- King of the Zoo (UPL, ASCII, 1990)
- Kingdom Crusade
- Kirby's Block Ball (HAL Laboratory, Nintendo, 1996)
- Kirby's Dream Land (Nintendo,HAL Laboratory,1992)
- Kirby's Dream Land 2 (Nintendo,HAL Laboratory,1995)
- Kirby's Pinball Land (HAL Laboratory, Nintendo, 1993)
- Kirby's Star Stacker (HAL Laboratory, Nintendo, 1997)
- Klax (Atari, Mindscape, 1991)
- Knight's Quest
- Konami Golf
- Konami Sports
- Korodice
- Krusty's Funhouse (Audiogenic, Acclaim, 1993)
- Kung Fu Master (Irem, 1990)
- Kwirk (Atlus, Acclaim, 1989)  (AKA Puzzle Boy-Japanese title)

## L
- Lamborghini American Challenge
- Last Action Hero
- Last Bible
- Lawnmower Man
- Lazlo's Leap
- Legend (Quest, 1991)
- Legend of the Mystical Ninja
- Legend of the River King
- The Legend of Zelda: Link's Awakening
- Lemmings - (1991)
- Lemmings 2: The Tribes
- Lethal Weapon III
- Lock 'n' Chase
- Looney Tunes
- Loopz
- The Lost World: Jurassic Park
- Lucle
- Lunar Lander

## M
- Magnetic Soccer
- MahJong
- Malibu Beach Volleyball
- Marble Madness
- Mario and Yoshi
- Mario's Picross
- Mario Golf
- Maru's Mission
- Master Karateka
- Maui Mallard
- Max
- McDonaldland
- McKids
- Mega Man in Dr. Wily's Revenge
- Mega Man II
- Mega Man III
- Mega Man IV
- Mega Man V
- Mercenary Force
- Metaljack
- Metal Masters
- Metroid II: Return of Samus
- Mickey's Dangerous Chase (Capcom)
- Mickey Mouse - doar în Japonia
- Mickey Mouse II - Doar în Europa și Japonia
- Mickey Mouse IV: Mahou no Labyrinth - doar în Japonia
- Mickey Mouse Magic Wands (AKA Mickey Mouse V: Mahou no Sutekki in Japan)
- Mickey's Ultimate Challenge
- Micro Machines
- Micro Machines II
- Mighty Morphin Power Rangers
- Mighty Morphin Power Rangers: The Movie
- Milon's Secret Castle
- Miner 2049er
- Minesweeper
- MiniputtGolf
- Missile Command/Asteroids
- Mole Mania
- Money Idol Exchanger - doar în Japonia
- Monopoly
- Monster Maker J
- Monster Max
- Monster Truck
- Mortal Kombat
- Mortal Kombat II
- Mortal Kombat 3
- Motocross Maniacs
- Mouse Trap Hotel
- Mr. Chin's Gourmet Paradise
- Mr. Do!
- Mr. Nutz
- Ms. Pac Man
- Muhammad Ali Boxing
- Mysterium
- Mystic Quest - Europe (AKA Final Fantasy Adventure)
- Mystical Ninja Starring Goemon

## N
- Nail 'n' Scale
- NavySEALS
- NBA All-Star Challenge
- NBA All-Star Challenge II
- NBA Jam
- NBA Jam Tournament Edition
- NBA Live 96
- Nebulus
- Nemesis
- Nemesis II
- New Chessmaster
- NFL Football
- NFL Quarterback Club
- NFL Quarterback Club II
- NFL Quarterback Club 96
- NHL Hockey 95
- NHL Hockey 96
- Nigel Mansell Racing
- Ninja Boy
- Ninja Boy II
- Ninja Gaiden Shadow
- Ninja Taro
- Nintendo World Cup
- Nobunaga's Ambition

## O
- Olympic Summer Games
- On the Tiles
- Operation C
- Othello
- Outburst
- Out of Gas

## P
- Pac Attack
- Pacin Time
- Pac Man
- Pagemaster
- Palamedes
- Panel Action Bingo
- Pang!
- Paperboy
- Paperboy II
- Parodius Da! －Shinwa kara Owarai e－
- PGA Golf
- PGA Golf 96
- Penguin Land
- Penguin Wars
- Pinball
- Pinball Deluxe
- Pinball Dreams
- Pinball Fantasies
- Pipe Dream
- Pit Fighter
- Play Action Football
- Pocahontas - (Disney Interactive, 1996)
- Pocket Bomberman - (1997) - Japan: DMG-APOJ-JPN
- Pocket densha - (Original title: ポケツト電車, Aka. Poketto  densha-1998) - Japan: DMG-ATNJ-JPN
- Pocket Monsters: Green (doar în Japonia)
- Pokémon Blue
- Pokémon Red
- Pokémon Yellow
- Popeye II
- Populous
- Pop Up
- Power Mission
- Power Paws
- Power Racer
- Prehistorik Man
- Primal Rage
- Prince of Persia
- Probotector
- Prophecy: Viking Child
- Pro Soccer
- Pro Wrestling
- Punisher
- Puzzle Bobble
- Puzzle Road
- Puzznic
- Pyramids of Ra

## Q
- QBillion
- Q*Bert
- Qix
- Quarth
- Quest: Brian's Journey

## R
- R-Type
- R-Type II
- Race Days
- Race Drivin'
- Radar Mission
- Raging Fighter
- Rampart
- Ranma 1/2
- Ranma 1/2 Part II
- Ranma 1/2 Kakugeki
- The Real Ghostbusters
- Ren and Stimpy: Space Cadets
- Ren and Stimpy: Veediots
- Rescue of Princess Blobette
- Revenge of the 'Gator
- Riddick Bowe Boxing
- Ring Rage
- Road Rash
- Robin Hood: Prince of Thieves
- Robocod
- Robocop
- Robocop II
- Robocop vs Terminator
- Rocky and Bullwinkle
- Rodland
- Roger Clemens MVP Baseball
- Rolan's Curse
- Rolan's Curse II

## S
- SaGa
- SaGa II
- SaGa III
- Sailor Moon GB
- Samurai Shodown
- Scotland Yard
- Sea Battle
- Seaquest: DSV
- Seiken Densetsu
- Sensible Soccer - (1993)
- Serpent
- Shadowgate Classic
- Shadow Warrior
- Shanghai
- Shaq Fu
- Side Pocket
- The Simpsons: Bart and the Beanstalk
- The Simpsons: Bart vs. the Juggernauts
- Bart Simpson's Escape from Camp Deadly
- Skate or Die: Bad 'n' Rad
- Skate or Die: Tourde Thrash
- Small Soldiers
- Small World
- Smurfs
- Snakes
- Sneaky Snakes
- Snoopy's Magic Show
- Snow Bros Jr
- Soccer
- Soccer Boy
- Soccer Mania
- Solar Striker
- Solitaire Funpak
- Solomon's Club
- Space Invaders 94
- Space Invaders
- Spanky's Quest
- Speedball II
- Speedy Gonzales
- Spider-Man and X-Men
- Spiritual Warfare
- Splitz
- Spot: Cool Adventure
- Spirou
- Spud's Adventure
- Spy vs. Spy
- Stargate
- StarHawk
- Star Trek I
- Star Trek: Generations
- Star Trek: TNG
- Star Wars: IV
- Star Wars: The Empire Strikes Back
- Star Wars: Return of the Jedi
- Stargate
- Stop That Roach
- Street Fighter II
- Street Racer
- Sumo Fighter
- Superman
- Super Battletank
- Super Bikkuri Man
- Super Chinese Land (Japonia)
- Super Deformed Gundam
- Super Deformed Lupin III
- Super Hunchback
- Super Kick Off
- Super Mario Land
- Super Mario Land 2: 6 Golden Coins
- Super Off Road
- Super R.C. Pro-Am
- Super Scrabble
- Swamp Thing
- Sword of Hope
- Sword of Hope II

## T
- Tabaluga
- Tail Gator
- Tale Spin
- Tama and Friends
- Tamagotchi
- Tarzan
- Tasmania Story
- Taz-Mania
- Taz-Mania II
- Tecmo Bowl
- Teenage Mutant Ninja Turtles: Fall of the Foot Clan
- Teenage Mutant Ninja Turtles II: Back from the Sewers
- Teenage Mutant Ninja Turtles III: Radical Rescue
- Tengoku Trappers
- Tennis (Nintendo, 1989)
- Terminator II: Arcade Game
- Terminator II: Judgment Day
- Tesserae
- Tetris
- Tetris 2
- Tetris Attack
- Tetris Blast
- Tetris Bombliss
- Tetris Plus
- Tiny Toon Adventures: Babs' Big Break
- Tiny Toon Adventures 2: Montana's Movie Madness
- Tiny Toon Adventures: Wacky Sports Challenge
- Tintin au Tibet (Infogrames,1995)
- Tintin et le Temple du Soleil
- Tip Off
- Titus the Fox
- Tom and Jerry
- Top Gun:Guts and Glory
- Top Ranking Tennis
- Torpedo Range
- Total Carnage
- Toxic Crusaders
- Toy Story
- Track and Field
- Track Meet
- Trax
- True Lies
- Tumble Pop
- Turn and Burn
- Turok: Battle of the Bionosaurs
- Turrican
- Twinbee Da!

## U
- Ultima: Runes of Virtue
- Ultima: Runes of Virtue II
- Ultra Golf
- Ultraman
- Undercover Cops
- Universal Soldier
- Urban Strike
- Urusei Yatsura

## V
- Vegas Stakes
- Velious II
- Virtual War-(AKA Lawnmower man)
- Volley Fire

## W
- Wario Blast: Featuring Bomberman!
- Wario Land: Super Mario Land 3
- Wario Land II
- Waterworld
- Wave Race
- Wayne's World
- WCW Main Event
- We're Back!
- Wheel of Fortune
- Who Framed Roger Rabbit?
- WildSnakes
- Winter Olympics
- Wizards and Warriors X
- Wizardry
- Word Zap
- Wordtris
- Workboy Suite
- World Bowling
- World Circuit Series
- World Cup98
- World CupUSA94
- World Cup Soccer
- World CupStriker
- World Heroes II Jet
- Worms - (1996)
- WWF King of the Ring
- WWF RAW
- WWF Superstars
- WWF Superstars 2

## X
- Xenon II
- X - Xekkusu -(Nintendo)

## Y
- Yakuman
- Yoda Stories
- Yogi Bear
- Yoshi
- Yoshi's Cookie

## Z
- Zen Intergalactic Ninja
- Zoids
- Zool
- Zoop